# Ciscarpazia

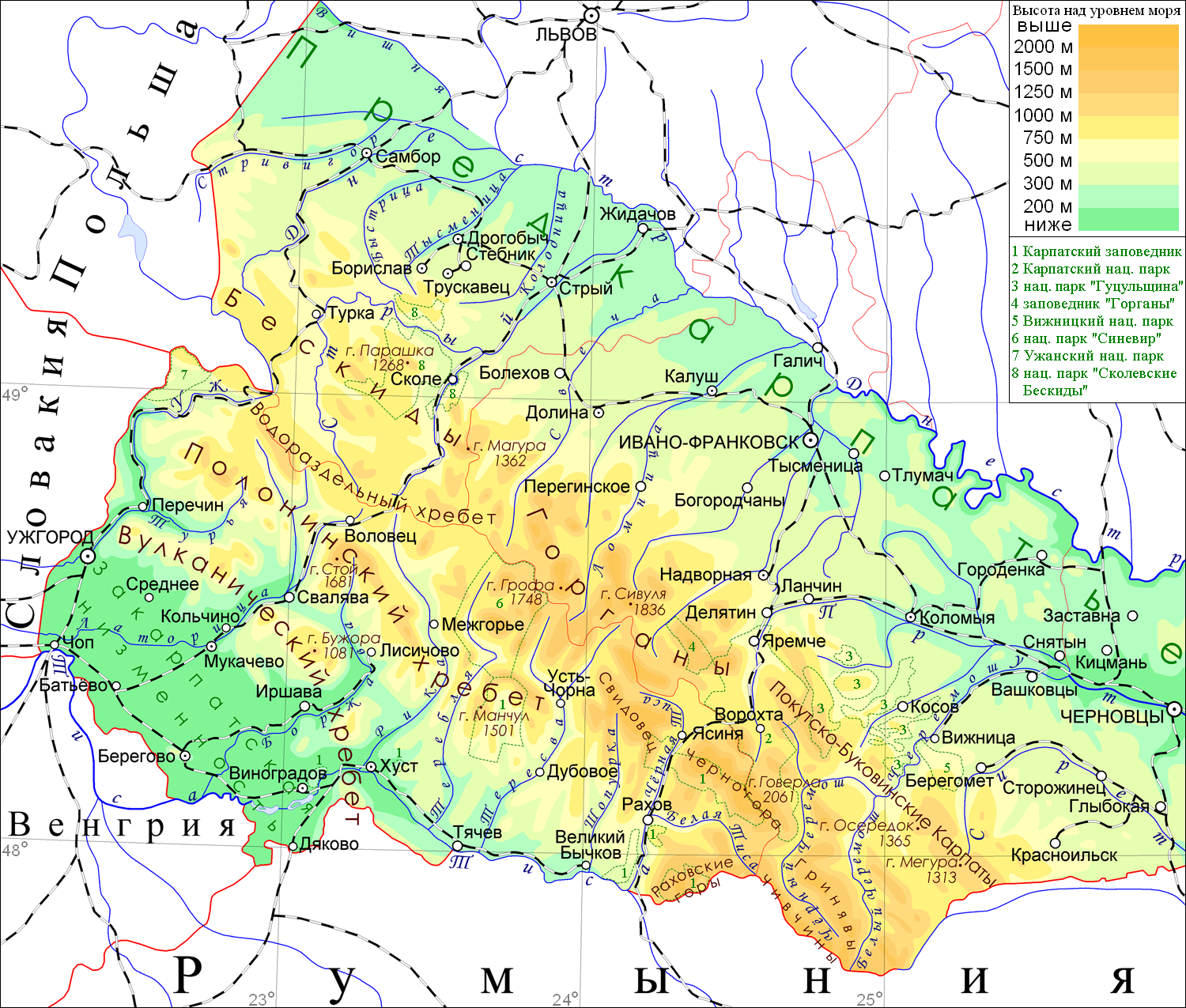
I monti Carpazi separano la Ciscarpazia (sul lato nord-est) dalla Transcarpazia (sul lato sud-ovest)

La Ciscarpazia (in ucraino Прикарпаття?, Prykarpattja) è una regione geografica fisica dell'Ucraina, che indica le colline pedemontane nord-orientali dei Carpazi.
Situata ai piedi esterni dei Carpazi orientali (Subcarpazia esterna), costituito dall'odierna oblast' di Ivano-Frankivs'k (prevalentemente) e oblast' di Leopoli (in parte), fa parte della più grande regione storica della Galizia (Haliczyna); che prima del XIV secolo faceva parte della Rus' di Kiev (Principato di Galizia-Volinia). Insieme alle oblast' di Leopoli, Černivci e Transcarpazia, la Ciscarpazia è una componente dell'Euroregione dei Carpazi.

## Storia
Inizialmente una parte della Rus' di Kiev e dei suoi stati successori, la Galizia-Volinia, l'area fu occupata dal Regno di Polonia.
In seguito alle spartizioni della Polonia del 1772, la Ciscarpazia cadde sotto la monarchia asburgica.
A seguito della prima guerra mondiale essa divenne contesa tra la Polonia e la Repubblica nazionale ucraina occidentale di breve durata. Dopo la fine della guerra polacco-sovietica, la Ciscarpazia rimase inclusa nella Polonia interbellica.
A seguito dell'invasione e della divisione della Polonia del 1939 tra la Germania nazista e l'Unione Sovietica, l'area fu annessa alla Repubblica socialista sovietica ucraina (che cadde sotto il controllo nazista dopo l'inizio dell'Operazione Barbarossa e fino al 1944). Rimane una parte dell'Ucraina moderna, incorporata nell'oblast' ucraina occidentale di Ivano-Frankivs'k, approssimativamente corrispondente alla metà meridionale dell'oblast'.

## Geografia
La denominazione di regione di Pocuzia oggi è usata in ucraino in modo intercambiabile con Ciscarpazia. Non ci sono confini ufficiali stabiliti tra i due. Quando si parla di Ciscarpazia, si intende l'intero Oblast' di Ivano-Frankivs'k . Per quanto riguarda la Pocuzia, essa indica solo la parte orientale della stessa regione. A volte l'Oblast di Lviv meridionale è considerato parte della Ciscarpazia con le città di Stryj, Truskavec' e Drohobyč. Il fiume Dnestr (Nistro) è la principale via navigabile della regione verso cui affluiscono altri corsi d'acqua minori. Le altre principali città della regione sono Halyč, Kaluš, Ivano-Frankivs'k. La regione ospita varie minoranze etniche ucraine come Hutsuli, Lemko, Bojko e altre.

## Luoghi di interesse
- Deljatyn
- Hody-Dobrovidka
- Halyč
- Ivano-Frankivs'k
- Jabluniv
- Jaremče
- Kolomyja
- Kaluš
- Kosmač
- Dolyna
- Lančyn
- Pečenižyn
- Obertyn
- Verchovyna
- Vorochta
- Zabolotiv
- Parco naturale nazionale dei Carpazi